# Karl Bebendorf
Karl Bebendorf (* 7. Mai 1996 in Dresden) ist ein deutscher Mittelstreckenläufer. Zwischen 2019 und 2025 wurde er sechs Mal deutscher Meister im 3000-Meter-Hindernislauf und 2024 Bronzemedaillengewinner bei den Europameisterschaften in Rom. Er startet für den Dresdner SC 1898.

## Sportliche Karriere
Seit 2005 trainiert Bebendorf beim Dresdner SC. Bei den Halleneuropameisterschaften 2019 in Glasgow trat er erstmals bei einem internationalen Wettbewerb an und wurde Siebter über 1500 Meter. Nachdem er seit 2016 keine Wettkämpfe im Hindernislauf mehr absolviert hatte, trat er bei den Deutschen Meisterschaften 2019 auf der 3000-Meter-Hindernisstrecke an und konnte auf Anhieb den Titel holen. Im Jahr darauf verteidigte er diesen Titel erfolgreich, 2021 gewann er in neuer persönlicher Bestzeit von 8:23,28 min zum dritten Mal in Serie. Er qualifizierte sich erstmals für die Olympischen Spiele. Bei den Europameisterschaften 2022 in München belegte er mit einer Zeit von 8:26,49 min den 5. Platz.
Bei den Europameisterschaften 2024 in Rom holte Bebendorf in 8:14,41 min die Bronzemedaille und qualifizierte sich damit für die Olympischen Spiele in Paris, wo er im Vorlauf ausschied.
Bebendorf gehört der Bundeswehr-Sportfördergruppe an.

## Bestleistungen

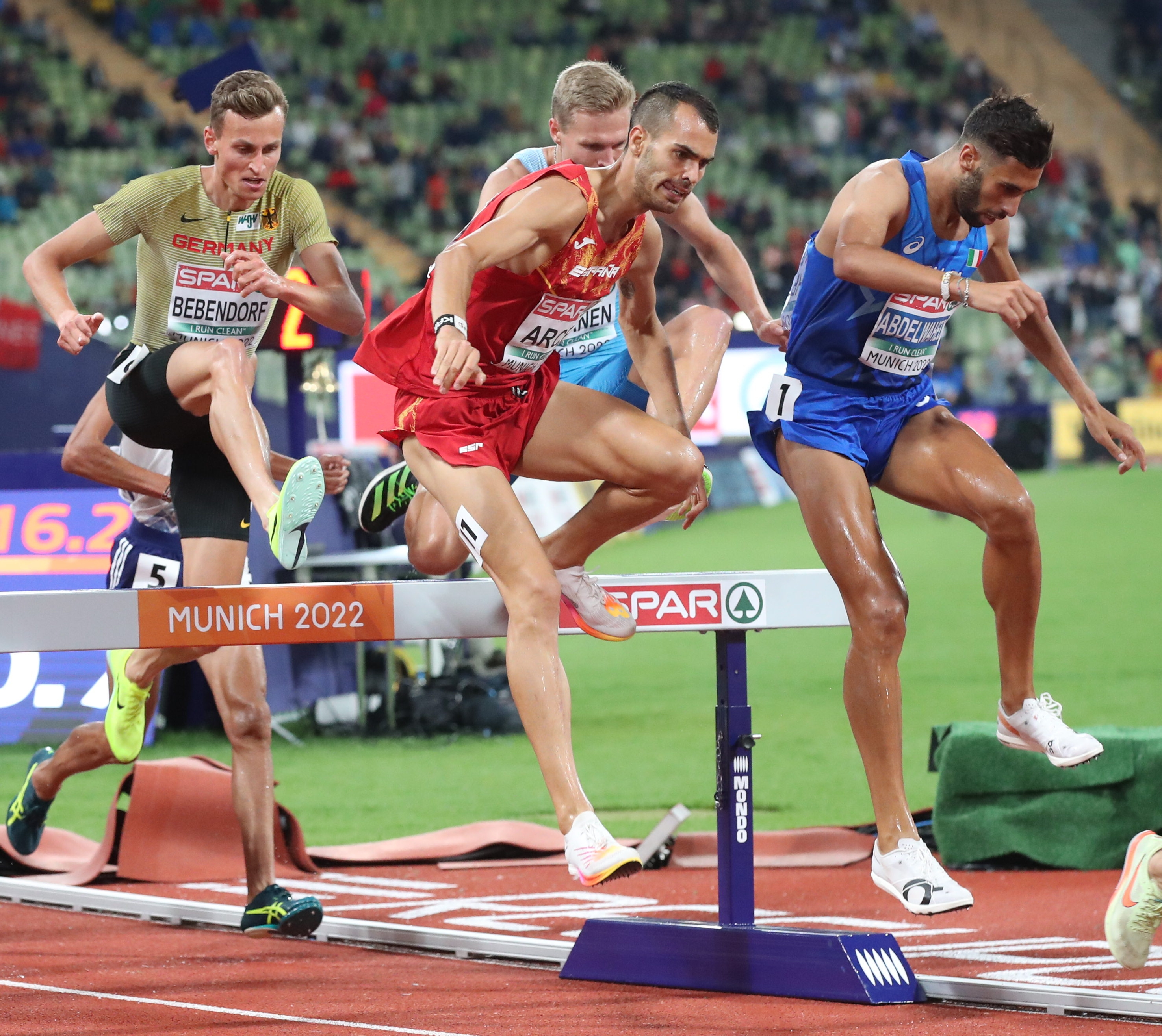
Bebendorf (links) bei den Europameisterschaften 2022 in München

Stand 15. Juni 2025
| Disziplin        | Zeit in s/min | Ort         | Datum            |
| ---------------- | ------------- | ----------- | ---------------- |
| 400 m            | 048,61        | Jena        | 26. Mai 2018     |
| 800 m            | 01:47,30      | Leverkusen  | 28. August 2022  |
| 1000 m           | 02:23,59      | Cheb        | 2. August 2016   |
| 1500 m           | 03:35.51      | Dresden     | 1. Juni 2025     |
| 3000 m           | 08:23,27      | Pliezhausen | 17. Mai 2015     |
| 10.000 m         | 30:19         | Dresden     | 8. November 2020 |
| 2000 m Hindernis | 05:20,03      | Dresden     | 25. Mai 2025     |
| 3000 m Hindernis | 08:11,81      | Stockholm   | 15. Juni 2025    |

| Disziplin | Zeit in min | Ort       | Datum             |
| --------- | ----------- | --------- | ----------------- |
| 600 m     | 01:21,61    | Dresden   | 19. Dezember 2015 |
| 800 m     | 01:47,33    | Erfurt    | 2. Februar 2021   |
| 1000 m    | 02:21,30    | Liévin    | 19. Februar 2020  |
| 1500 m    | 03:39.73    | Dortmund  | 12. Februar 2022  |
| 3000 m    | 07:57.99    | Karlsruhe | 28. Januar 2022   |

## Privates
Bebendorf lebt in Dresden und ist gelernter Kaufmann im Einzelhandel.